# Gargas (Alto Garona)
 Gargas  es una población y comuna francesa, en la región de Mediodía-Pirineos, departamento de Alto Garona, en el distrito de Toulouse y cantón de Fronton.

## Demografía
| 198 | 172 | 262 | 316 | 425 | 520 |
| Para los censos de 1962 a 1999 la población legal corresponde a la población sin duplicidades (Fuente: INSEE [Consultar]) |     |     |     |     |     |

## Monumentos

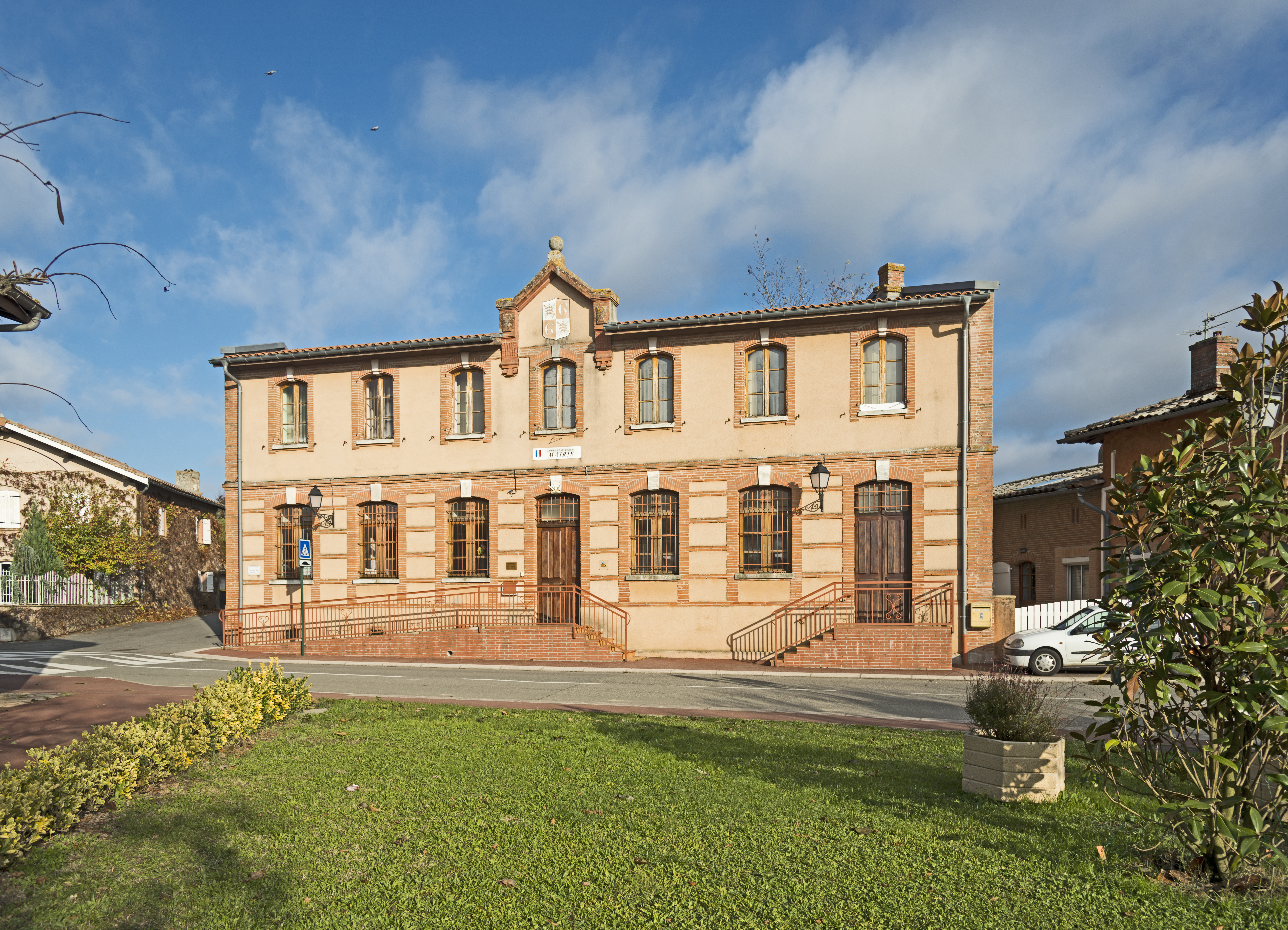
El ayuntamiento.
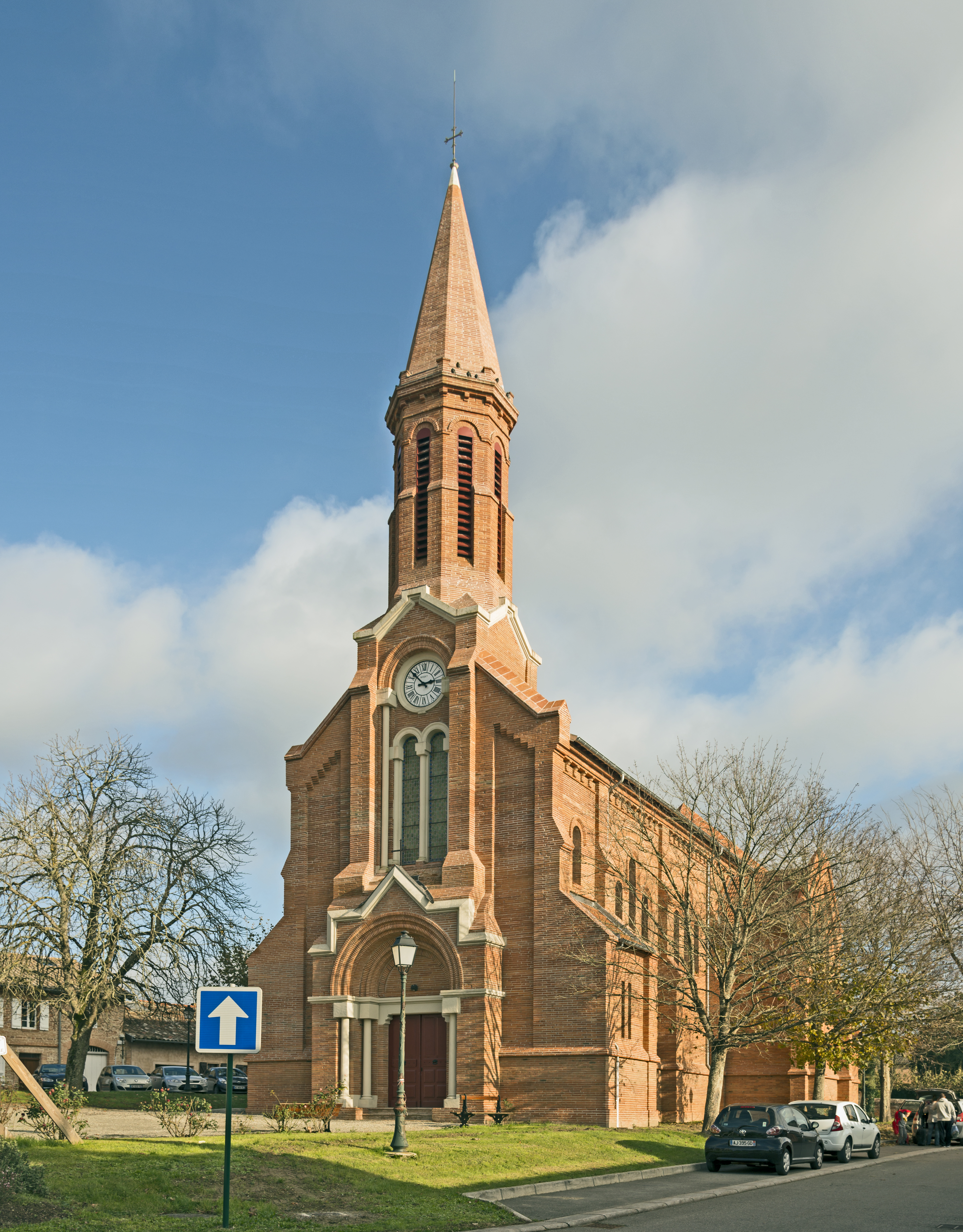
La iglesia.